# فايانو (كمبانية)
فايانو هي بلدة وكومونا صغيرة (فراتسيوني) ببلدية بونتيكاغنانو في مقاطعة سلرنو، كمبانية.